# Структурна геоморфологія
Структурна геоморфологія (англ. structural geomorphology; structural physiography; нім. strukturelle Geomorphologie f, Strukturgeomorphologie f) — науковий напрям (розділ) у геоморфології, що вивчає головним чином великі форми рельєфу в їхньому зв'язку з ендогенними факторами (геологічною структурою, тектонічними рухами земної кори тощо).
Інша назва — морфотектоніка.